# Jean Dedieu (rugby à XIII)
Pour les articles homonymes, voir Dedieu et Jean Dedieu.

a Compétitions nationales et continentales officielles uniquement.

b Matchs officiels uniquement.
Jean Dedieu, né le 15 mai 1932 à Castelnau-Durban et mort le 22 décembre 2006 à Carcassonne, est un joueur de rugby à XIII international français dans les années 1950 évoluant au poste de pilier.

## Biographie
Né à Castelnau-Durban, Jean Dedieu pratique le rugby à XIII au sein de l'AS Carcassonne où il s'y trouve formé par Germain Calbète au poste de pilier. Au sein de ce grand club qui domine alors le Championnat de France, il est amené à connaître une sélection en équipe de France le 27 décembre 1952 contre l'Australie.

### Palmarès
- Collectif : 
  - Vainqueur du Championnat de France : 1952 et 1953 (AS Carcassonne).
  - Vainqueur de la Coupe de France : 1952 (AS Carcassonne).
  - Finaliste du Championnat de France : 1955, 1956 et 1958 (AS Carcassonne).

#### Détails en sélection en équipe de France
| 1. | 27 décembre 1952 | Australie | 12-16 | Test-match | Pilier | - | - | - | - |